# Joshua Ferris

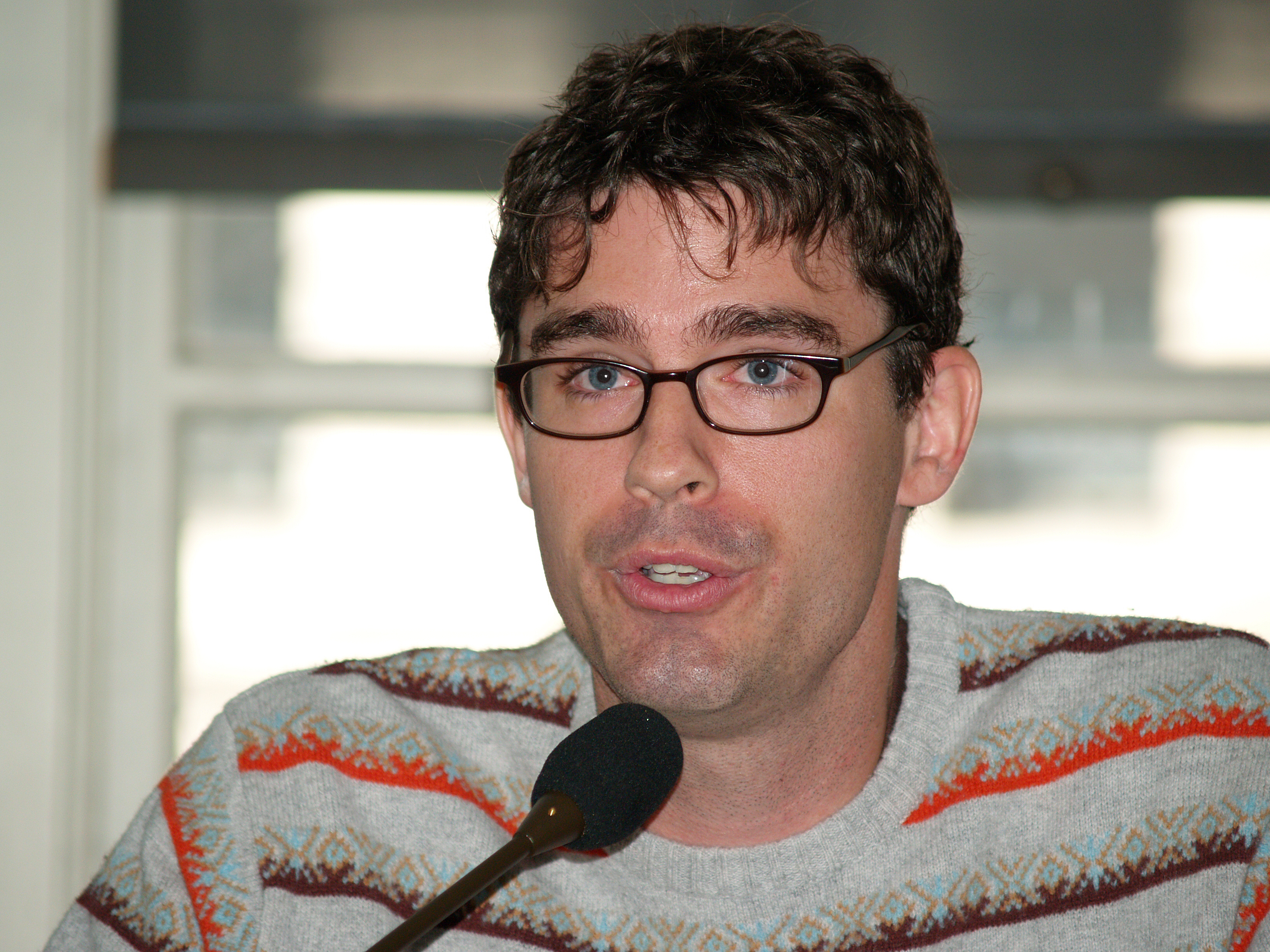
Joshua Ferris, 2007

Joshua Ferris (* 8. November 1974 in Danville, Illinois, USA) ist ein US-amerikanischer Schriftsteller, der mit seinem Debütroman Then We Came to the End 2007 einen Bestseller landete.

## Leben
Ferris wuchs in Key West in Florida auf. Mit acht Jahren schrieb er Abenteuergeschichten, außerdem Parodien auf Hitchcock-Werke, schilderte er in einem Interview mit dem Deutschlandradio Kultur seine Jugend. Er machte seinen Bachelor of Arts in Englisch und Philosophie 1996 an der University of Iowa. Er zog nach Chicago und arbeitete mehrere Jahre in Werbeagenturen, bevor er sich entschloss, zusätzlich einen Master of Fine Arts in Kreativem Schreiben an der University of California, Irvine zu erwerben.
Seine erste veröffentlichte Kurzgeschichte, Mrs. Blue, erschien 1999 in der Zeitschrift Iowa Review. Sein erster Roman Then We Came to the End erhielt positive Rezensionen in den renommierten Medien The New York Times Book Review, The New Yorker, Esquire und Slate, wurde in 25 Sprachen übersetzt. Das Buch kam 2007 in die Endauswahl für den National Book Award und bekam den Hemingway Foundation PEN Award.
Then We Came to the End ist eine Hochkomik-Satire über das US-amerikanische Arbeitsleben der Mittelschicht und wird erzählt in der ersten Person Plural. Es spielt in einer fiktiven Chicagoer Werbeagentur, die nach dem Platzen der Internet-Blase zu Beginn der Nuller-Jahre ihren Niedergang erlebt.
The New Yorker veröffentlichte seine Kurzgeschichte The Dinner Party im August 2008. Weitere Erzählungen erschienen in den Anthologien Best New American Voices 2007 und New Stories from the South 2007. Essay von Ferris kamen unter den Anthologie-Titeln State by State und Heavy Rotation heraus. Die einflussreiche Zeitschrift The New Yorker nahm seinen Namen 2010 in ihre Autoren-Rangliste „20 under 40“ auf.
Sein zweiter Roman The Unnamed kam in den USA im Januar 2010 heraus. Fiametta Rocco, die Literaturteil-Chefin der Zeitschrift The Economist, nannte es eines der besten Bücher der letzten zehn Jahre.
Joshua Ferris nahm teil am ilb 2010.
Er lebt in New York City-Brooklyn und arbeitet bevorzugt in seiner Zweitwohnung in der nahegelegenen Kleinstadt Hudson.

## Werke
Romane
- To Rise Again at a Decent Hour. Viking, 2014. (ausgezeichnet mit dem Dylan Thomas Prize 2014[9])
  - auf Deutsch: Mein fremdes Leben, aus dem Englischen von Marcus Ingendaay, Luchterhand-Verlag, 2014, 384 S., ISBN 978-3-630-87450-0[10][11]
- The Unnamed (2010).
  - auf Deutsch: Ins Freie, aus dem Englischen von Marcus Ingendaay, Luchterhand-Verlag, München 2010. 352 S., ISBN 978-3-630-87297-1.
- Then We Came to the End (2007) Little, Brown & Company.
  - auf Deutsch: Wir waren unsterblich, aus dem Englischen von Frank Wegner, Rowohlt Verlag, Reinbek 2007. 442 S.
- A Calling for Charlie Barnes. Viking, London 2021, ISBN 978-0-241-20286-9.

Kurzgeschichten-Sammlung
- The Dinner Party and Other Stories. Little, Brown & Company 2017.
  - deutsch von Marcus Ingendaay: Männer, die sich schlecht benehmen, Storys. Luchterhand, München 2018, ISBN 978-3-630-87560-6.

Kurzgeschichten
- Mrs. Blue, Iowa Review 29.2 (Herbst 1999)
- Ghost Town Choir, Prairie Schooner 80.3 (Herbst 2006)
- It Would Be Life--, Phoebe (2007)
- Uncertainty (2007)[12]
- More Afraid of You, Granta 101 (Frühjahr 2008)
- The Dinner Party (2008)
- The Valetudinarian (2009)[13]
- A Night Out, Tin House 40 (10 Jahre Jubiläums-Ausgabe)
- The Pilot, The New Yorker, 14. und 21. Juni 2010